# 偏財
偏財（へんざい）とは、四柱推命で用いられる概念。生まれた日の干支と現在の干支との関係を表す代名詞（通変）の一つ。

## 偏財の条件
生まれた日の干支が甲子・甲戌・甲申・甲午・甲辰・甲寅の人の場合、戊辰・戊寅・戊子・戊戌・戊申・戊午の年月日時が偏財に該当する。すなわち甲からみて戊は陰陽の配偶を得ずに限度なく制剋する。陰陽の中庸を得ない財(自らから管理するもの)なので偏財と呼ぶ。
なお天干のみならず地支にも戊が内蔵されている場合は偏財に当たる。辰戌を地支とする干支は(甲の日に生まれた人の場合)同様である。
他の干では乙-己、丙-庚、丁-辛、戊-壬、己-癸、庚-甲、辛-乙、壬-丙、癸-丁が各々日干と偏財の干との関係になる。
偏財には特に干合の作用はない。この点が陰陽の配偶を得る財（正財）との違いである。